# منتخب فنلندا لكرة القدم الأمريكية للسيدات

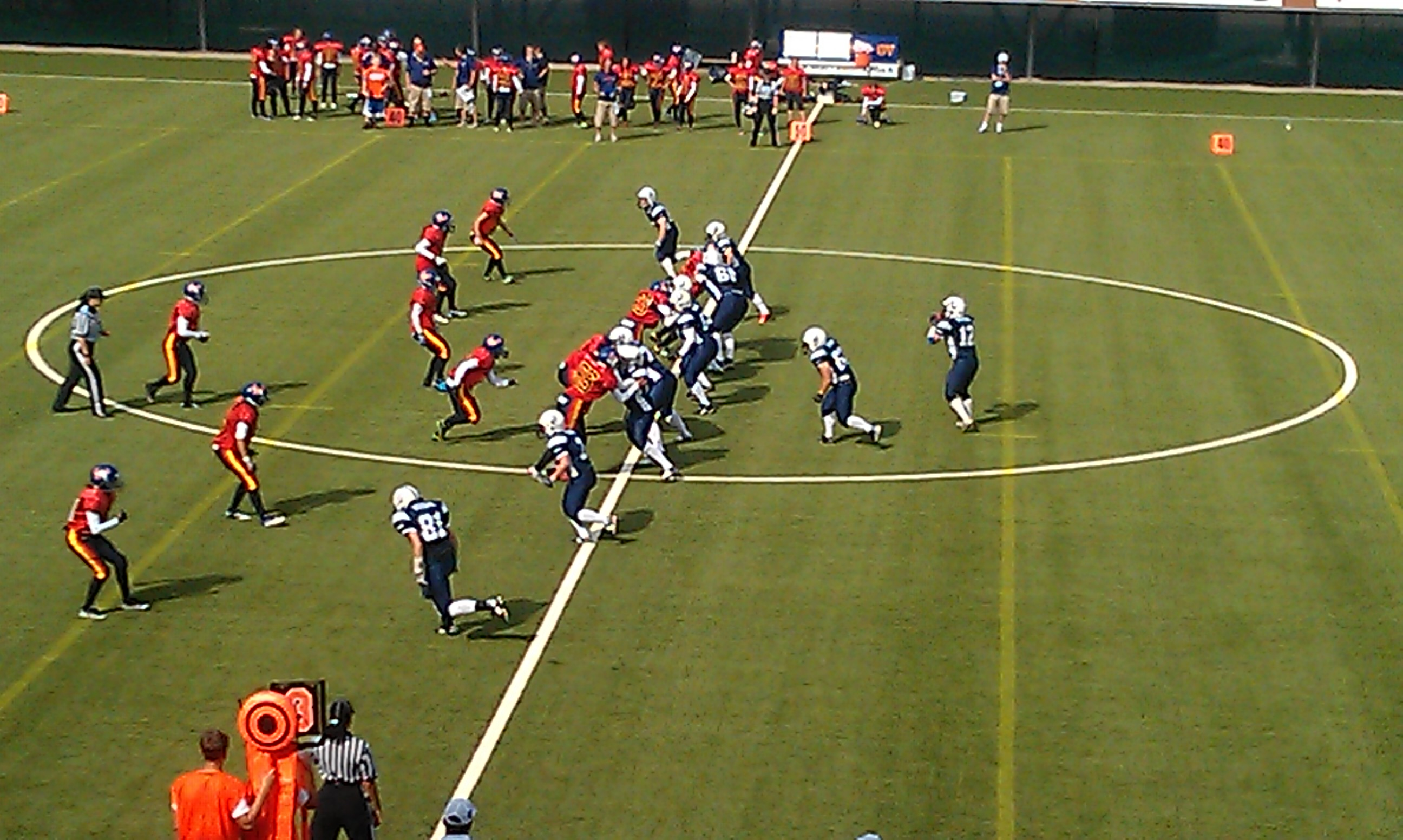
منتخب فنلندا لكرة القدم الأمريكية للسيدات في مباراة ضد المنتخب الاسباني في بطولة الاتحاد الدولي لكرة القدم الأمريكية عام 2013

منتخب فنلندا لكرة القدم الأمريكية للسيدات هو ممثل فنلندا الرسمي في المنافسات الدولية في كرة القدم الأمريكية للسيدات.